# Mahazînka (Mahazînka), Krasnoperekopsk
Mahazînka (în ucraineană Магазинка) este localitatea de reședință a comunei Mahazînka din raionul Krasnoperekopsk, Republica Autonomă Crimeea, Ucraina.

## Demografie
Componența lingvistică a localității Mahazînka
     Rusă (56,02%)
     Ucraineană (22,08%)
     Tătară crimeeană (17,58%)
     Alte limbi (0,43%)
Conform recensământului din 2001, majoritatea populației localității Mahazînka era vorbitoare de rusă (56,02%), existând în minoritate și vorbitori de ucraineană (22,08%) și tătară crimeeană (17,58%).